# Bisbat de Brno

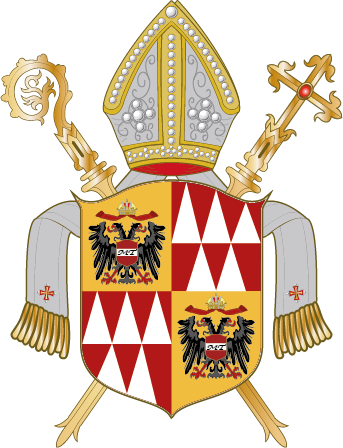
Escut de la diòcesi

El bisbat de Brno (txec: Diecéze brněnská; llatí: Archidioecesis Lancianensis-Ortonensis) és una seu de l'Església catòlica a Txèquia, sufragània de l'arquebisbat d'Olomouc. Al 2012 tenia 535.500 batejats d'un total de 1.360.000 habitants. Actualment està regida pel bisbe Vojtěch Cikrle.

## Territori
La diòcesi comprèn la Moràvia Meridional.
La seu episcopal és la ciutat de Brno, on es troba la catedral de Sant Pere i Sant Pau.
El territori s'estén sobre 10.597 km² i està dividit en 449 parròquies, agrupades en 20 deganats: Blansko, Boskovice, Břeclav, Brno, Hodonín, Hustopeče, Jihlava, Mikulov, Modřice, Moravské Budějovice, Moravský Krumlov, Rosice, Slavkov u Brna, Telč, Tišnov, Třebíč, Velké Meziříčí, Vranov nad Dyjí, Žďár nad Sázavou, Znojmo.

## Història
La diòcesi va ser erigida el 5 de desembre de 1777 mitjançant la butlla Suprema dispositione del Papa Pius VI, prenent el territori de la diòcesi d'Olomouc, que paral·lelament va ser elevada a arxidiòcesi metropolitana. L'erecció de la diòcesi tenia com a base la presència del capítol fundat el 1276, i com a evidència el propi prebost de la col·legiata de Sant Pere i Sant Pau va ser escollit primer bisbe.
A la dècada del 1870 van haver diverses supressions de convents i monestirs a causa de la política josepinista.
El 1893 el territori de la diòcesi va ser substancialment ampliat.
El 1807 s'instituí el seminari diocesà.
El 1863 la diòcesi cedí a l'arxidiòcesi d'Olomouc el deganat de Vyškov, rebent a canvi el de Boskovice.
El 1909 se celebrà el primer sínode diocesà, seguit d'un altre celebrat el 1934.
El 1937 entrà a formar part del territori diocesà la parròquia de Valtice, que anteriorment formava part de l'arquebisbat de Viena.
Després de la separació de Txecoslovàquia el 1938 el seu territori va ser dividit i a Mikulov s'erigí un vicariat general, que va ser abolit el 1945, quan es reconstituí Txecoslovàquia. Durant aquell temps, la seu quedà vacant; i el nou bisbe, Karel Skoupý, va ser nomenat el 1946. Va haver-se d'enfrontar a la persecució comunista, el 1950 el seminari fou clausurat, impedint-se al bisbe exercitar el seu ofici fins al 1968. Després de la mort de Karel Skoupý el 1972 la seu restà vacant fins a la caiguda del règim comunista.
El 1999 la diòcesi va fer una nova organització territorial.

## Cronologia episcopal
- Matthias Franz von Chorinsky † (15 de desembre de 1777 - 30 d'octubre de 1786 mort)
- Johann Baptist Lachenbauer, O.Cr. † (29 de gener de 1787 - 22 de febrer de 1799 mort)
- Vinzenz Joseph Franz Sales von Schrattenbach † (11 d'agost de 1800 - 25 de maig de 1816 mort)
- Wenceslas Urban von Stuffler † (28 de juliol de 1817 - 24 de maig de 1831 mort)
- Franz Anton Gindl † (2 de juliol de 1832 - 23 de gener de 1841 nomenat bisbe de Gurk)
- Antonín Arnošt Schaffgotsche † (27 de gener de 1842 - 31 de març de 1870 mort)
- Karel Nöttig † (29 novembre 1870 - 14 de gener de 1882 mort)
- Franziskus von Sales Bauer † (3 de juliol de 1882 - 10 de maig de 1904 nomenat arquebisbe d'Olomouc)
- Pavel Huyn † (17 d'abril de 1904 - 4 d'octubre de 1916 nomenat arquebisbe de Praga)
- Norbert Jan Nepomucký Klein, O.T. † (7 de desembre de 1916 - 4 de gener de 1926 renuncià)
- Josef Kupka † (22 d'octubre de 1931 - 10 de juny de 1941 mort)
  - Sede vacante (1941-1946)
- Karel Skoupý † (3 d'abril de 1946 - 22 de febrer de 1972 mort)
  - Sede vacante (1972-1990)
- Vojtěch Cikrle, des del 14 de febrer de 1990

## Estadístiques
A finals del 2012, la diòcesi tenia 535.500 batejats sobre una població de 1.360.000 persones, equivalent al 39,4% del total.
| any  | població  | població  | població | sacerdots | sacerdots       | sacerdots       | sacerdots             | diàques | religiosos | religiosos | parroquies |
| ---- | --------- | --------- | -------- | --------- | --------------- | --------------- | --------------------- | ------- | ---------- | ---------- | ---------- |
| any  | batejats  | total     | %        | total     | clergat secular | clergat regular | batejats por sacerdot | diàques | homes      | dones      |            |
| 1949 | 1.050.000 | 1.150.000 | 91,3     | 814       | 680             | 134             | 1.289                 |         | 219        | 913        | 450        |
| 1970 | 981.360   | 1.257.000 | 78,1     | 642       | 525             | 117             | 1.528                 |         | 117        | 784        | 451        |
| 1980 | 980.000   | 1.260.000 | 77,8     | 464       | 464             |                 | 2.112                 |         |            |            | 450        |
| 1990 | 900.000   | 1.280.000 | 70,3     | 359       | 306             | 53              | 2.506                 |         | 64         | 380        | 450        |
| 1999 | 750.000   | 1.400.000 | 53,6     | 385       | 290             | 95              | 1.948                 | 28      | 132        | 474        | 450        |
| 2000 | 750.000   | 1.400.000 | 53,6     | 396       | 296             | 100             | 1.893                 | 28      | 129        | 482        | 450        |
| 2001 | 750.000   | 1.400.000 | 53,6     | 402       | 307             | 95              | 1.865                 | 29      | 125        | 468        | 451        |
| 2002 | 750.000   | 1.400.000 | 53,6     | 400       | 305             | 95              | 1.875                 | 29      | 121        | 456        | 452        |
| 2003 | 533.000   | 1.354.000 | 39,4     | 409       | 307             | 102             | 1.303                 | 32      | 131        | 452        | 452        |
| 2004 | 533.000   | 1.354.000 | 39,4     | 408       | 303             | 105             | 1.306                 | 32      | 132        | 449        | 452        |
| 2006 | 533.000   | 1.354.000 | 39,4     | 400       | 297             | 103             | 1.332                 | 31      | 135        | 436        | 453        |
| 2012 | 535.500   | 1.360.000 | 39,4     | 358       | 264             | 94              | 1.495                 | 40      | 115        | 289        | 449        |